# A Mi Szlovákiánk Néppárt
A Mi Szlovákiánk Néppárt (szlovákul Ľudová strana Naše Slovensko, ĽSNS) egy szélsőjobboldali párt Szlovákiában. A pártot Marian Kotleba alapította 2010-ben a Robert Fico vezette Első Fico-kormány ellenzékeként. A párt ellenzi a bevándorlást, a kivándorlást, az azonos neműek házasságát illetve az örökbe fogadás lehetőségét számukra, a kommunizmust, támadja a cigányságot is. Tiszteli viszont a Hitler által fenntartott szlovák fasiszta bábállam egykori vezetőjét, Jozef Tisót.

## Története
A párt a 2010-es szlovákiai parlamenti választáson, majd a 2012-es előre hozott választáson sem jutott be a parlamentbe.
2013 novemberében Marian Kotlebát a Besztercebányai kerület ispánjává választották. A 2016-os választáson a pártnak sikerült bejutnia a parlamentbe, 8,04%-kal 14 mandátumot szerzett.

## Választási eredmények

### Parlamenti választások
| Választás | Szavazatok száma | Szavazatok aránya | Mandátumok száma | Mandátumok aránya | Parlamenti szerepe |
| --------- | ---------------- | ----------------- | ---------------- | ----------------- | ------------------ |
| 2010-es   | 33 724           | 1,33%             | 0                | 0%                | nem jutott be      |
| 2012-es   | 40 460           | 1,58%             | 0                | 0%                | nem jutott be      |
| 2016-os   | 209 779          | 8,04%             | 14               | 9,33%             | ellenzék           |
| 2020-as   | 229 660          | 7,97%             | 17               | 11,33%            | ellenzék           |
| 2023-as   | 25 003           | 0,84%             | 0                | 0%                | nem jutott be      |

#### A szavazatok területi megoszlása

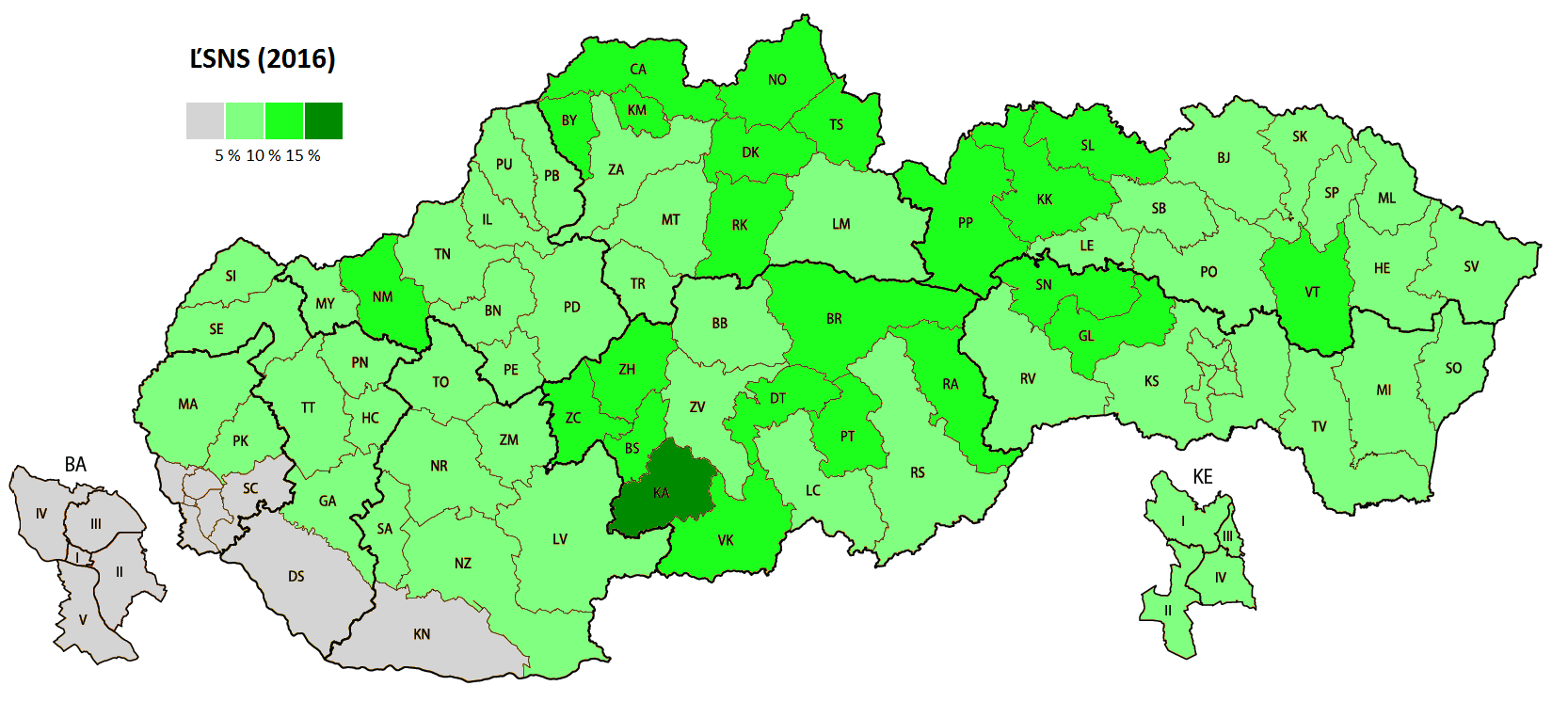
Az ĽSNS által elért százalékos eredmény Szlovákia egyes járásaiban a 2016-os parlamenti választáson
Az ĽSNS által elért százalékos eredmény Szlovákia egyes járásaiban a 2020-as parlamenti választáson

### Európai parlamenti választások
| Választás | Szavazatok száma | Szavazatok aránya | Mandátumok száma | Európai parlamenti csoport | Európai parlamenti alcsoport |
| --------- | ---------------- | ----------------- | ---------------- | -------------------------- | ---------------------------- |
| 2014-es   | 9 749            | 1,73%             | nem jutott be    | –                          | –                            |
| 2019-es   | 118 995          | 12,07%            | 2                | Függetlenek                | Függetlenek                  |
| 2024-es   | 7 103            | 0,48%             | nem jutott be    | –                          | –                            |